# Alessandro I di Russia
Alessandro I di Russia (in russo Александр I Павлович Романов?, Aleksandr I Pavlovič Romanov; San Pietroburgo, 23 dicembre 1777 – Taganrog, 1º dicembre 1825), detto il Beato (in russo Благословенный?, Blagoslovennyj), fu imperatore di Russia dal 24 marzo 1801 fino alla morte.
Era il figlio primogenito dello zar Paolo I di Russia, figlio di Caterina II, e di Sofia Dorotea di Württemberg, figlia di Federico II Eugenio di Württemberg, che aveva assunto il nome di "Marija Fëdorovna" dopo la conversione alla fede cristiana ortodossa. Alessandro ascese al trono dopo una congiura in cui fu assassinato suo padre, a cui diede un riluttante assenso tentando di far risparmiare la vita del genitore.
Sconfitto più di una volta da Napoleone Bonaparte, alla fine fu lui il vincitore definitivo sul lungo periodo, dopo aver sconfitto i francesi nella campagna di Russia insieme agli alleati della sesta coalizione, ed entrò per primo a Parigi pochi giorni prima dell'abdicazione dell'imperatore francese. Fu uno dei protagonisti del Congresso di Vienna e della Restaurazione, nonché fondatore della Santa Alleanza.
Dalla personalità ritenuta enigmatica e sfuggente, Alessandro fu, come la nonna paterna, un monarca illuminato, anche se periodicamente colto da crisi mistiche, dubbi e indecisioni, diviso tra il liberalismo giovanile e il conservatorismo reazionario degli ultimi anni. Anche le circostanze della sua morte non furono molto chiare all'epoca, e si diffuse la leggenda che egli l'avesse inscenata per dedicarsi alla vita religiosa.

## Biografia

### Primi anni

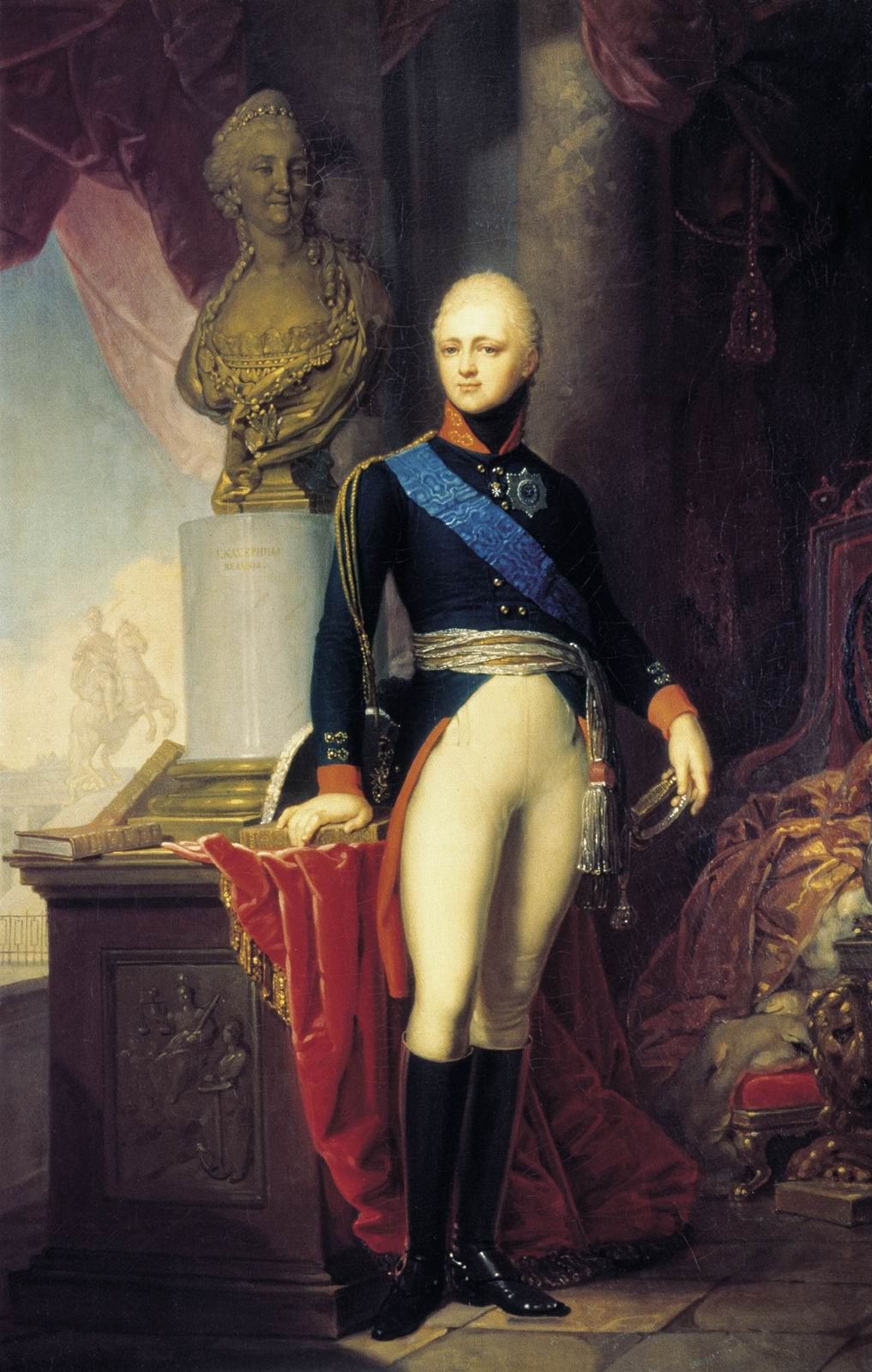
Ritratto del giovane granduca Alexander Pavlovich, 1800

Il giovane zarèvič Alessandro, così come il fratello minore, il gran principe Konstantìn Pàvlovič Romànov, fu educato dalla nonna paterna, la zarina Caterina II poiché, come sostengono alcuni autori, desiderava che fosse il nipote a succederle e non il figlio Paolo; forse furono proprio queste lotte famigliari a stimolare il futuro zar ad assumere l'atteggiamento eclettico per il quale si distinse, mutando idee e personalità a seconda delle circostanze.
Sin dall'infanzia ricevette un'eccellente, anche se contraddittoria, istruzione. Infatti, dall'ambiente illuminista della corte della nonna e dal suo precettore svizzero
Frédéric-César de La Harpe, assorbì i principi di Rousseau sul vangelo dell'umanità e come il suo precettore fu membro della Massoneria (fu iniziato nel 1803); dall'istruttore militare Nikolàj Saltykòv imparò le tradizioni di autocrazia russa. Per l'istruzione religiosa fu scelto Andrèj Afanàsjevič Sambòrskij, sacerdote ortodosso assai atipico per l'epoca; avendo vissuto per lungo tempo in Inghilterra, fu un eccellente insegnante di inglese per Alessandro e per il fratello minore Costantino. Alla morte di Caterina il padre, divenuto zar con il nome di Paolo I, lo iniziò all'amore per l'esercito e le parate militari.
Queste tendenze discontinue rimasero con lo zar per tutta la vita, facendo oscillare la politica estera e interna della Russia da periodi di maggiore liberalismo ad altri in cui furono più forti le tendenze conservatrici, specialmente negli ultimi anni del suo regno.

### Matrimonio
Il 9 ottobre 1793, a seguito delle pressioni di Caterina II, il quindicenne Alessandro contrasse il matrimonio con la principessa Luisa Maria di Baden, che assunse il nome di Elisavèta Aleksèevna. Dopo alcuni anni di serenità, a detta dello stesso Alessandro, l'unione diventò infelice per tutti e due, come dimostrano le avventure sentimentali di entrambi i coniugi.
Solo il comune dolore per la morte dei figli (Maria l'8 luglio 1800 ed Elisabetta il 12 maggio 1808) riavvicinò marito e moglie.
Dalla moglie legittima lo zar ebbe due figlie femmine:
- Marìja Aleksàndrovna (29 maggio 1799 - 8 luglio 1800), granduchessa di Russia, secondo alcuni figlia di Adam Kazimierz Czartoryski;
- Elizavèta Aleksàndrovna (15 novembre 1806 - 12 maggio 1808), granduchessa di Russia, secondo alcuni figlia di Aleksej Ochotnikov; morì a causa di un'infezione.

Dalle sue amanti ebbe altri figli.
Da Sòfija Sergèevna Vsèvoložskaja:
- Nikolaj Evgen'evič Lukaš (11 dicembre 1796 - 20 gennaio 1868), che sposò la principessa Aleksandra Lukanična Gujdianova in prime nozze e poi la principessa Aleksandra Michailovna Ščachovskaja dopo la morte della prima moglie; ebbe quattro figli dal primo matrimonio e un figlio dal secondo.

Da Marìja Naryškin:
- Zenaìda Naryškin (c. 1806 - 18 maggio 1810)
- Sòfija Naryškin (1808 - 18 giugno 1824)
- Emanuèl Naryškin (30 luglio 1813 - 31 dicembre 1900/1º gennaio 1901), che sposò Ekaterìna Nikolàevna Novosìl'čeva e in seconde nozze Aleksàndra Nikolàevna Čičèrina, ma non ebbe figli. Secondo alcuni, la paternità di questo figlio sarebbe incerta.

Da Marguerite-Joséphine Weimer:
- Marìja Aleksàndrovna Parìžskaja (19 marzo 1814 - 1874), che sposò Vasìlij Žùkov ed ebbe discendenza.

Da una donna sconosciuta:
- Wilhelmine Alexandrine Pauline Aleksàndrovna (1816 - 4 giugno 1863), che sposò Ivan Arduser von Hohendachs ed ebbe discendenza.

Da Veronìca Dzierzanòwska:
- Gustaw Ehrenberg (14 febbraio 1818 - 28 settembre 1895), che sposò in prime nozze Felicite Pantcherow, dalla quale non ebbe figli. Si risposò poi con Emilie Pantcherow, dalla quale ebbe un figlio.

Da Barbàra Il'ìninčna Turkestànova, principessa:
- Marìja Turkestànova (20 marzo 1819 - 19 dicembre 1843), che morì senza eredi.

Da Marìja Ivànovna Katačàrova:
- Nikolàj Vasìl'evič Isàkov (10 febbraio 1821 - 25 febbraio 1891), che sposò Anna Petrvna Lopuchina (una discendente di Eudoksija Lopuchina) ed ebbe discendenza.

### La morte di Caterina e il regno di Paolo I
Tre anni dopo il matrimonio del nipote, nel novembre del 1796, Caterina II morì prima di nominare un successore; pertanto le successe il figlio Paolo, persona introversa e poco amata dalla zarina.
Il regno di Paolo I fu assai breve e tormentato da una persistente ostilità della nobiltà nei confronti dello zar, il quale, diffidente dell'aristocrazia, aveva abrogato le leggi materne che avevano ripristinato le punizioni corporali per i contadini, appesantito le condizioni dei servi della gleba e tentato di risanare il tesoro, esausto per gli scandalosi intrallazzi nobiliari.
Queste e altre misure dello zar scatenarono l'ostilità nobiliare, che ben presto degenerò in tentativi di assassinare lo zar.
All'inizio del 1801 i conti Peter Ludwig von der Pahlen, Nikìta Petròvič Pànin e l'ammiraglio ispano-napoletano José de Ribas progettarono un colpo di stato, ma la morte del Ribas ne impedì l'esecuzione.
Nella notte del 23 marzo un gruppo di ufficiali licenziati, capeggiati dai generali Bennigsen e Jašvil insieme al principe Platon Zubov, ultimo amante di Caterina II, e al fratello, il generale Nikolàj Zùbov, fecero irruzione nella camera da letto di Paolo nel castello Michajlovskij e, trovato lo zar nascosto dietro una tenda, lo costrinsero a uscire per firmare l'atto di abdicazione.
Lo zar forse oppose resistenza e allora Nikolaj Zubov lo colpì con una tabacchiera d'oro. Poi il valletto di camera si sedette sul corpo di Paolo e l'ufficiale Skariàtin finì lo zar, strangolandolo con la sua sciarpa.
Il ruolo di Alessandro, che risiedeva in un'altra ala del palazzo, non fu chiarito né fu possibile verificare la sua appartenenza ai congiurati. L'opinione più diffusa, tuttavia, è che, disposto ad assumere il trono, lo zarevič insisté inutilmente affinché il padre venisse risparmiato e che la morte del padre gli procurò sempre un forte senso di rimorso e vergogna.

### Una personalità misteriosa
Tutti questi aspetti contribuirono a fare di Alessandro I una delle figure più interessanti del XIX secolo. Autocrate e "giacobino", uomo di mondo e mistico, apparve ai suoi contemporanei come un enigma, che ciascuno cercò di decifrare, in accordo con il proprio temperamento. Napoleone lo definì uno scaltro bizantino, chiamandolo anche il "Talma del Nord", in grado di recitare qualsiasi parte. Per Metternich egli era un pazzo, che doveva essere assecondato. Lord Castlereagh scrisse di lui a lord Liverpool, riconoscendogli grandi qualità, ma aggiungendo che era sospettoso e indeciso.

### Ascesa al trono
Dopo il buio in cui Paolo aveva immerso la Russia, Alessandro apparve ai sudditi come un'alba radiosa.
Alto, forte, piacevole, umano e pieno di entusiasmo, voleva un regno prospero e sognava grandi e necessarie riforme.
Con quattro amici, provenienti da famiglie nobili e di idee liberali, il principe Adam Jerzy Czartoryski, il conte Pàvel Stròganov, il conte Vìktor Kočubèj e Nikolàj Novosìlcov, formò il Consiglio Privato (Негласный Комитет, Neglàsnyj Komitèt), il cui scopo era inquadrare "buone leggi, che sono la fonte del benessere della nazione". A tale scopo Alessandro e i suoi stretti consiglieri realizzarono molti miglioramenti amministrativi e curarono soprattutto l'istruzione pubblica mediante la fondazione di scuole di formazione per il personale, di scuole secondarie e di tre università.
Tuttavia, nonostante le idee umanitarie inculcategli da Harpe e il desiderio di rendere felice la sua gente, allo zar mancava l'energia necessaria per portare a termine la riforma più urgente: l'abolizione della servitù della gleba, definita dallo stesso zar un "degrado". La completa liberazione dei servi della gleba (che costituivano tre quarti della popolazione) avrebbe suscitato l'ostilità dei loro padroni nobili e degli ecclesiastici, con la conseguenza di destabilizzare lo Stato, per cui lo zar si limitò a ridurre i tributi in danaro e natura a carico dei servi della gleba.
La mancanza di energia paralizzò un altro importante progetto, cioè la concessione di una costituzione, mai promulgata per evitare di imporre con la forza un grande cambiamento a una nobiltà recalcitrante.
Il fallimento di questi progetti, però, si deve principalmente all'indole instabile e visionaria del sovrano, incapace di trasformare i suoi sogni in realtà, in quanto lontano dalla realtà sociale della Russia di allora a causa dell'educazione puramente teorica di stampo illuminista.

### Politica interna
Nei primi anni il sovrano, del tutto preso dal comitato di amici e dai progetti di riforma, lasciò ben poco spazio alla chiesa ortodossa e all'antiquata burocrazia, il cui vertice era rappresentato dal collegio istituito da Pietro il Grande.
L'11 aprile 1801, dopo aver istituito il consiglio privato, lo zar fondò il primo nucleo di quello che poi diventò il Consiglio di Stato, composto da 12 consiglieri, che aveva come obbiettivo la razionalizzazione e l'unificazione del diritto e la risoluzione di eventuali conflitti tra le varie fonti.
L'8 febbraio 1802 Alessandro I promulgò un decreto con cui rese il Senato organo collegiale composto principalmente da nobili e funzionari con il blando compito di consigliare lo zar sulle faccende di politica interna, con competenze amministrative e poteri supremi di vigilanza sulla magistratura e sulla burocrazia e con la facoltà di proporre disegni di legge allo zar (la morte di questi bloccò il processo di codificazione delle nuove norme dell'Impero russo), ed emanò un manifesto, con il quale al posto dell'antico organo collegiale di Pietro I costituì otto ministeri che rispondevano direttamente alla corona:
- Ministero degli affari esteri
- Ministero dell'esercito
- Ministero della marina
- Ministero degli affari interni
- Ministero delle finanze
- Ministero della giustizia
- Ministero del commercio
- Ministero della pubblica istruzione

Secondo il manifesto, ogni ministero, composto da un ministro, dal vice e da una cancelleria, doveva essere suddiviso in dipartimenti a seconda delle funzioni, e i dipartimenti a loro volta in uffici. Tutti insieme costituivano un Comitato dei ministri, presieduto dallo zar.

#### Michail Speranskij
Progressivamente emerse la figura di Michail Michajlovič Speranskij che divenne, nel 1808, segretario dello zar e che resse la politica interna ed estera dell'impero fino alla campagna di Russia del 1812.
Speranskij, buon funzionario, era stato direttore di uno dei primi giornali della Russia e le sue capacità furono lodate anche da Napoleone, che lo definì "l'unica mente dalle idee chiare in Russia"; a lui si dovette la riforma dell'istruzione, della tesoreria e la non completa riforma codicistica.
In un primo momento Speranskij limitò il proprio raggio d'azione alla riforma amministrativa, mirando soprattutto a una migliore selezione del personale, imponendo come requisito per l'accesso alla carriera burocratica il superamento di un esame o, nel caso della magistratura, la laurea.
In secondo luogo aumentò i ministeri da otto a dodici e impose la costituzione di un bilancio unico dello Stato.
Infine, nel 1809, propose allo zar una bozza di costituzione, in base alla quale la popolazione sarebbe stata suddivisa in tre classi sociali con diritti civili e politici progressivi in base al censo; la popolazione dotata di diritto di voto avrebbe poi eletto un parlamento monocamerale, la Duma, con un pieno potere legislativo, alla quale si sarebbe affiancato un consiglio di Stato, suddiviso in diverse sezioni con compiti amministrativi.
La proposta fu però accantonata per via del pericolo napoleonico e per l'opposizione nobiliare: se il consiglio di Stato fu creato il 1º gennaio 1810, la Duma rimase invece solo sulla carta.
Infine Speranskij pose la propria attenzione all'istruzione pubblica. Infatti, se all'inizio del regno erano esistenti tre università presso le città di Mosca, Vilnius e Dorpat (Tartu), Alessandro I ne costituì altre tre a San Pietroburgo, Char'kov e Kazan'. Inoltre, grazie all'appoggio imperiale e della nobiltà, nacquero diversi licei, istituti superiori letterari o scientifici.

#### Il problema della servitù della gleba
Il regno di Alessandro I vide anche alcuni tentativi di abolizione della servitù della gleba che però non andarono mai in porto a causa dei forti interessi dell'aristocrazia e dell'incertezza dello zar.
Tuttavia, anche se l'abolizione completa non fu operata, tranne che nei Paesi baltici, e sebbene lo zar confermasse il diritto dei padroni di trasmettere in eredità i servi ai propri discendenti o di esiliarli addirittura in Siberia, in quegli anni la condizione dei servi della gleba migliorò un poco in quanto lo zar Alessandro estese a tutti i sudditi il diritto di acquistare terreni, ridusse i canoni feudali e le corvée.

### La politica estera
La grandiosa immaginazione di Alessandro fu fortemente attratta dalle grandi questioni della politica europea più che dalle riforme interne che, alla fine, ferirono il suo orgoglio e mostrarono i limiti del suo potere assoluto.
Nell'aprile del 1801, subito dopo la sua ascesa al trono, ribaltò la politica del padre denunciando l'accordo con la Francia e stipulando la pace con il Regno Unito (aprile 1801) e nello stesso tempo aprì dei negoziati con Francesco II, Sacro Romano Imperatore. In seguito all'affare di Memel, stipulò una stretta alleanza con la Prussia non per motivi politici, ma per puro spirito di cavalleria e di amicizia verso il giovane re Federico Guglielmo III e la sua affascinante moglie Luisa di Meclemburgo-Strelitz.
Lo sviluppo di questa alleanza fu interrotto dalla breve pace stipulata nell'ottobre 1801 con Napoleone, quando sembrò che Francia e Russia potessero cominciare a riavvicinarsi.

#### Guerra della terza e della quarta coalizione
Infatti, spinto dall'entusiasmo di La Harpe, appena tornato in Russia da Parigi, Alessandro inizia a proclamare apertamente la sua ammirazione per le istituzioni francesi e per la persona di Napoleone Bonaparte.
L'entusiasmo è, però, di breve durata e ben presto si trasforma in risentimento quando La Harpe, dopo una nuova visita a Parigi, presenta allo zar la sua opera Riflessioni sulla vera natura del consolato a vita.
L'opera, come affermò lo stesso Alessandro, contribuì ad aprirgli gli occhi fino a rivelare che Napoleone non è un vero patriota, ma solo il più famoso tiranno che il mondo ha prodotto.
La sua disillusione è completata dall'uccisione dell'ambasciatore francese. La corte russa viene sospettata di essere coinvolta in tale atto e le relazioni diplomatiche con Parigi sono interrotte.

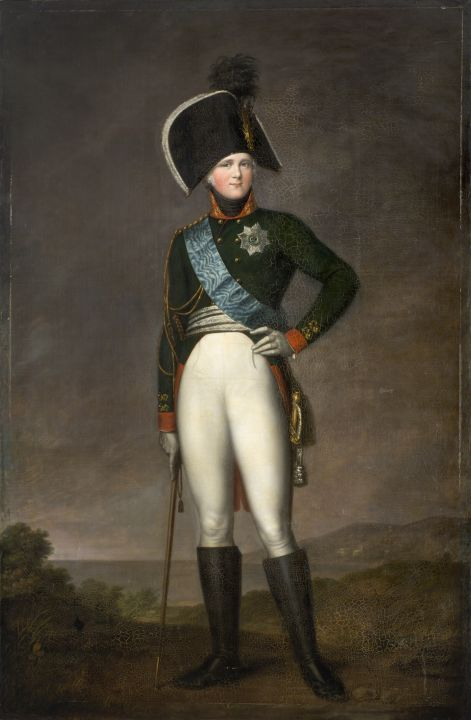
Gerhard von Kügelgen, ritratto di Alessandro I, (1801)

In opposizione a Napoleone, da lui stesso definito come "l'oppressore dell'Europa e il disturbatore della pace mondiale", Alessandro si convince di essere il mandatario di una missione divina. Nelle sue istruzioni a Novosilcov, suo inviato speciale a Londra, lo zar elabora le motivazioni della sua politica, con un linguaggio che, come quello successivo del trattato della Santa Alleanza, fa più appello all'etica che alla politica.
Secondo Alessandro, lo scopo della guerra non è solo la liberazione della Francia, bensì il trionfo dei "sacri diritti dell'umanità". Per fare questo, è necessario, "dopo aver attaccato la nazione (la Francia) e il suo governo, allo scopo di renderla incapace di agire, nel maggior interesse dei suoi sudditi, fissare le relazioni tra gli Stati, secondo precise regole che ognuno abbia interesse a rispettare".
Inoltre, secondo lo Zar, un trattato generale tra tutti gli Stati europei avrebbe dovuto formare la base di una vera e propria "Confederazione Europea" allo scopo di raggiungere se non la pace universale, almeno un accordo per impedire che i diritti dei popoli vengano calpestati e nelle istruzioni all'ambasciatore Novotosilov, datate 11 settembre 1804, lo zar scrisse:
Il risultato di ciò è la costituzione della Terza coalizione che vide alleati Austria, Russia, Regno Unito, Napoli e Svezia contro Francia, Spagna, Regno d'Italia, Baviera e Württemberg, dove l'armata napoleonica, sfruttando la sua grande mobilità, poté sconfiggere gli austriaci a Ulm e poi l'esercito congiunto austro-russo nella battaglia di Austerlitz (2 dicembre 1805), altrimenti detta "battaglia dei tre imperatori" per la presenza sul campo di Napoleone, dello zar e dell'imperatore d'Austria.
Dopo la cocente disfatta, Napoleone ebbe più fretta di trattare con Alessandro I, che di entrare trionfante a Vienna. L'Impero russo e la Francia, afferma l'imperatore, sono alleati geografici, in quanto, tra essi, non vi sono veri conflitti d'interesse e, insieme, possono governare il mondo.
Alessandro, tuttavia, ancora determinato a "persistere nell'imparzialità, verso tutti gli Stati d'Europa che egli ha, fin qui, seguito", rimase alleato della Prussia.
Nel 1806, la guerra si riaccese con la costituzione della quarta coalizione tra Russia, Prussia, Regno Unito, Sassonia e Svezia: l'esercito prussiano fu disfatto a Jena e la Prussia occupata; l'esercito russo, nella battaglia di Eylau mise in difficoltà quello francese che, tuttavia, ottenne la vittoria.
Allora, Napoleone, sempre interessato all'alleanza con la Russia, coinvolse polacchi, turchi e persiani, nel tentativo di vincere l'ostinazione dello zar. In Russia, un gruppo di opinione, capeggiato dal fratello dello zar, il granduca Costantino, chiese a gran voce la pace, ma Alessandro, dopo un vano tentativo di formare una nuova coalizione, fece appello alla nazione russa per una guerra santa contro Napoleone, nemico della fede ortodossa e il risultato fu una completa disfatta, nella battaglia di Friedland (13 giugno 1807).

#### La pace di Tilsit
La sconfitta abbatté la risolutezza dei generali russi e dello zar Alessandro e d'altro canto lo stesso Napoleone temeva, in caso di ulteriore resistenza, di portare la guerra oltre il Niemen: il 19 giugno si ebbero i primi contatti tra le due parti e il 21 giugno venne concluso un armistizio.
Se Napoleone desiderava chiudere le ostilità per evitare di prolungare la sua assenza dalla Francia, lo zar Alessandro, invitato alla prudenza dal fratello Costantino, temeva conseguenze rivoluzionarie per il suo regno: i nobili o i militari avrebbero potuto ribellarsi, le province polacche dell'impero insorgere, le masse contadine sollevarsi contro la servitù della gleba.

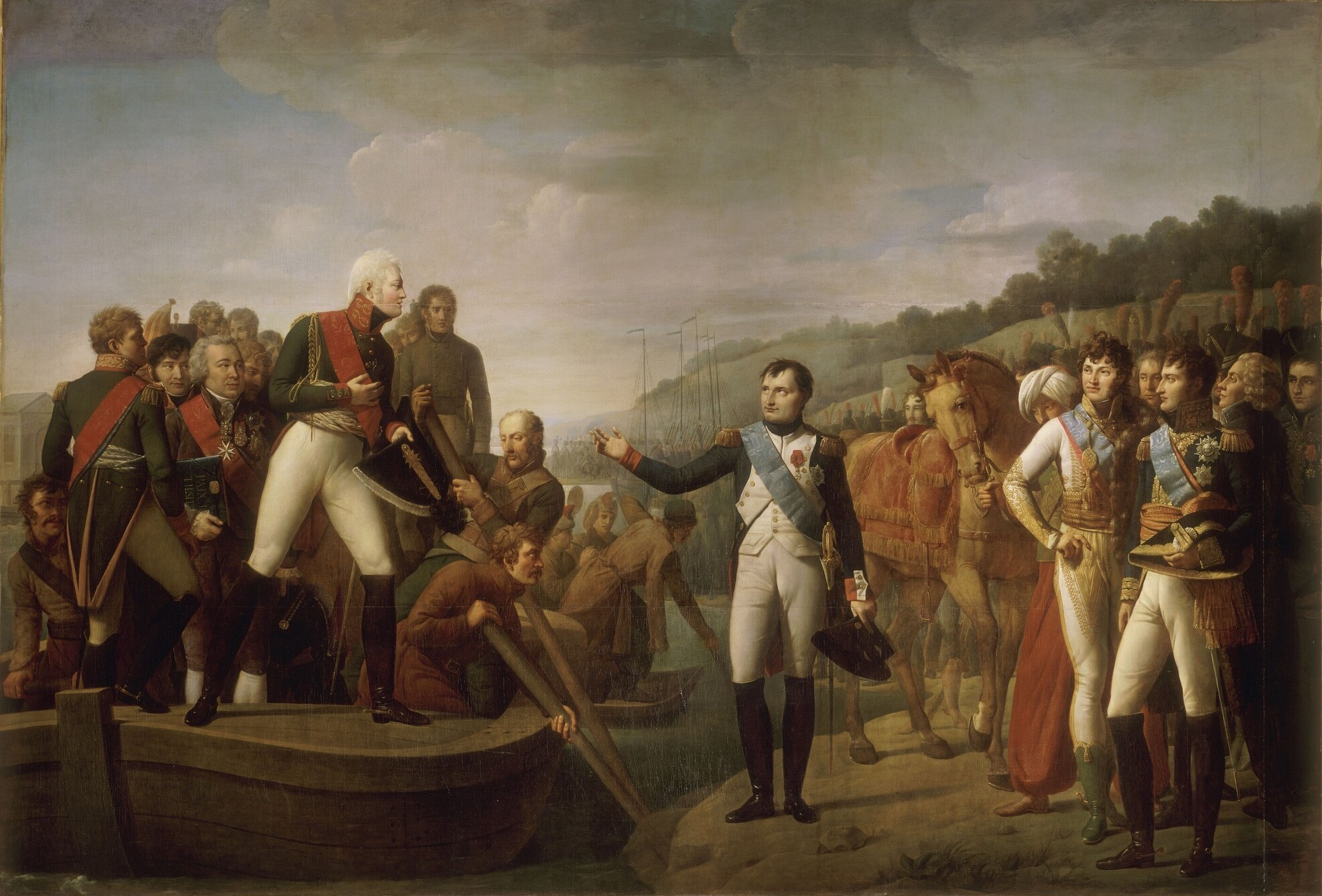
Napoleone e Alessandro alla fine degli incontri di Tilsit

Pertanto, Napoleone, avendo deciso di allettare lo zar evocando possibili spartizioni dell'Oriente e delle Indie a scapito del Regno Unito, propose il 23 giugno ad Alessandro un incontro diretto e il sovrano russo, già irritato per il presunto egoismo britannico e invitato dalla stessa Prussia a ricercare un accordo a tre con la Francia per ridisegnare la carta europea, decise di accettare la proposta dell'imperatore.
L'incontro ebbe luogo il 25 giugno su una zattera predisposta in mezzo al Niemen e si prolungò anche nei giorni seguenti con una serie di colloqui segreti tra i due senza testimoni, di cui non esistono resoconti attendibili; la Prussia non fu ammessa alle trattative e subì le conseguenze della sconfitta e dell'accordo tra Francia e Russia.
Gli accordi di Tilsit furono conclusi il 7 luglio 1807 e prevedevano oltre al trattato di pace tra Russia e Francia, a cui si unì la Prussia il 9 luglio, un trattato di alleanza tra i due imperi e delle clausole segrete.
Il trattato di pace prevedeva che la Prussia avrebbe ceduto tutti i territori a ovest dell'Elba e anche le sue province polacche tranne uno stretto corridoio di collegamento tra Prussia Orientale e Pomerania.
I territori occidentali sottratti alla Prussia sarebbero stati uniti all'Assia-Kassel, al Braunschweig e a parte dell'Hannover e avrebbero costituito il nuovo Regno di Vestfalia, assegnato da Napoleone al fratello minore Girolamo.
Inoltre i territori restanti della Prussia per il momento sarebbero rimasti occupati dall'esercito francese fino al pagamento di una pesante indennità di guerra, regolata secondo una convenzione conclusa il 12 luglio.

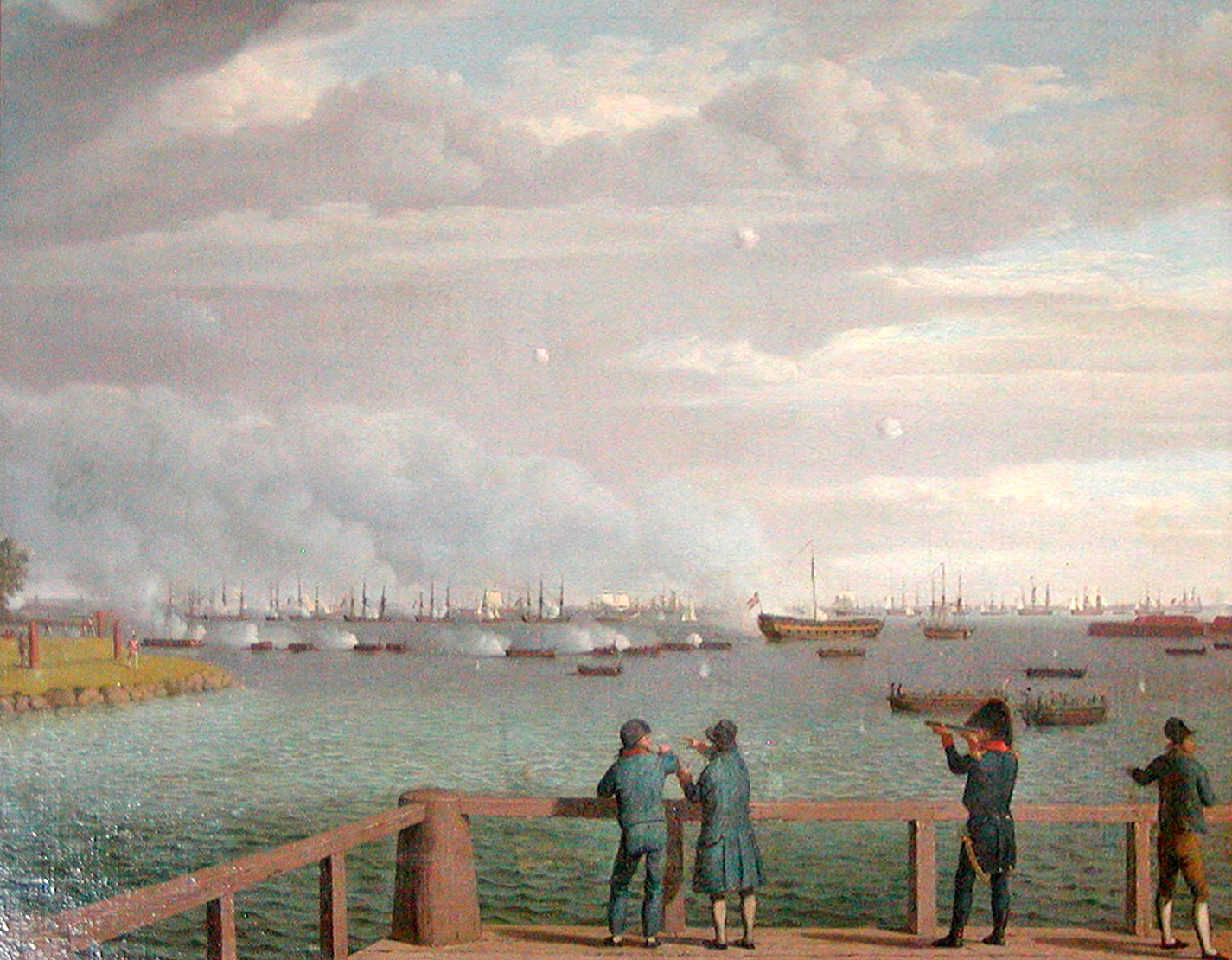
La flotta britannica dell'ammiraglio James Gambier al largo di Copenaghen; il bombardamento del porto danese fu la prima misura presa dalla Gran Bretagna, il 2 settembre 1807, in risposta agli accordi di Tilsit

Mentre Danzica sarebbe diventata città libera con una guarnigione francese al comando del generale Jean Rapp, le province polacche della Prussia avrebbero costituito, tranne la regione di Białystok che sarebbe stata annessa dalla Russia, il Granducato di Varsavia, formalmente assegnato al re di Sassonia, ma in realtà amministrato dalla nobiltà polacca, occupato dalle truppe francesi e diretto dal maresciallo Louis-Nicolas Davout, nominato governatore.
Alessandro accettava quindi lo smembramento della Prussia e la minacciosa ricostituzione di uno Stato polacco, alleato della Francia, ai suoi confini occidentali e inoltre cedeva a Napoleone anche le Isole Ionie e Cattaro, conquistate dai russi ai tempi dello zar Paolo, e prometteva di evacuare i Principati danubiani, occupati dal suo esercito.
Gli accordi prevedevano infine che Alessandro e Napoleone avrebbero cercato di mediare con l'Impero ottomano e il Regno Unito per ricercare una pace generale: in caso di fallimento, i due sovrani si sarebbero uniti in una alleanza continentale anti-britannica, chiudendo i porti alle navi inglesi e facendo aderire al blocco continentale, oltre alla Prussia, anche l'Austria, la Svezia, il Portogallo e la Danimarca.
Verosimilmente nei colloqui a due venne ipotizzata una spartizione dell'Impero ottomano, la conquista del Portogallo da parte di Napoleone, della Finlandia e del Levante da parte dello zar come punto d'appoggio per la conquista dell'India.
Un simile programma risveglia, nella mente impressionabile di Alessandro, un'ambizione che finora non ha conosciuto, tant'è che il suo interesse per le sorti dell'Europa è dimenticato: egli afferma, all'ambasciatore francese, "Cos'è l'Europa? Dov'è se non dove siamo noi?"

#### La rottura dell'alleanza
L'alleanza tra Francia e Russia, conclusa formalmente il 7 luglio 1807 dopo i colloqui diretti a Tilsit tra l'imperatore Napoleone e lo zar, si dimostrò fragile e instabile fin dall'inizio.
Infatti, nonostante l'accordo e la simpatia personale tra i due sovrani, i contrastanti interessi concreti di politica di potenza e di politica economica dei due Stati rendevano difficile una collaborazione sincera e prolungata nell'instabile scenario internazionale uscito dalla guerra della quarta coalizione. Inoltre persisteva grande ostilità ideologica nella nobiltà russa nei confronti della Francia e del suo capo, considerato il continuatore e il diffusore, alla testa dei suoi eserciti, delle idee della Rivoluzione francese.
In un primo tempo Alessandro sembrò ignorare le critiche di molti suoi collaboratori e di una parte dei suoi famigliari e riprese, con la collaborazione di Michail Speranskij, la sua politica riformista mentre d'altro canto, dall'accordo con Napoleone, si aspettava dei vantaggi concreti nel Baltico (la Finlandia), nei Balcani e soprattutto in Oriente.
Dopo aver dovuto, secondo i termini dell'accordo di Tilsit, chiudere i porti del Mar Baltico al commercio britannico e aver dichiarato guerra al Regno Unito il 31 ottobre 1807, lo zar, dispiaciuto anche di aver dovuto cedere le Isole Ionie alla Francia, contava di conservare i Principati danubiani.
Inoltre, sempre legato da una forte amicizia con i sovrani della Prussia, lo zar Alessandro non cessava di richiedere l'evacuazione del territorio prussiano da parte della Grande Armata che invece Napoleone manteneva tra l'Elba e l'Oder in attesa del pagamento dell'indennità di guerra prevista dal trattato di pace e, al riguardo, lo zar affermò:
"Noi abbiamo combattuto una guerra leale", ora dobbiamo fare una pace leale".
In aggiunta, lo zar non vedeva collaborazione concreta da parte francese neppure nella guerra che la Russia combatteva contro la Svezia che in questa fase, dopo l'entrata in Finlandia, continuava in modo sfavorevole ai russi.

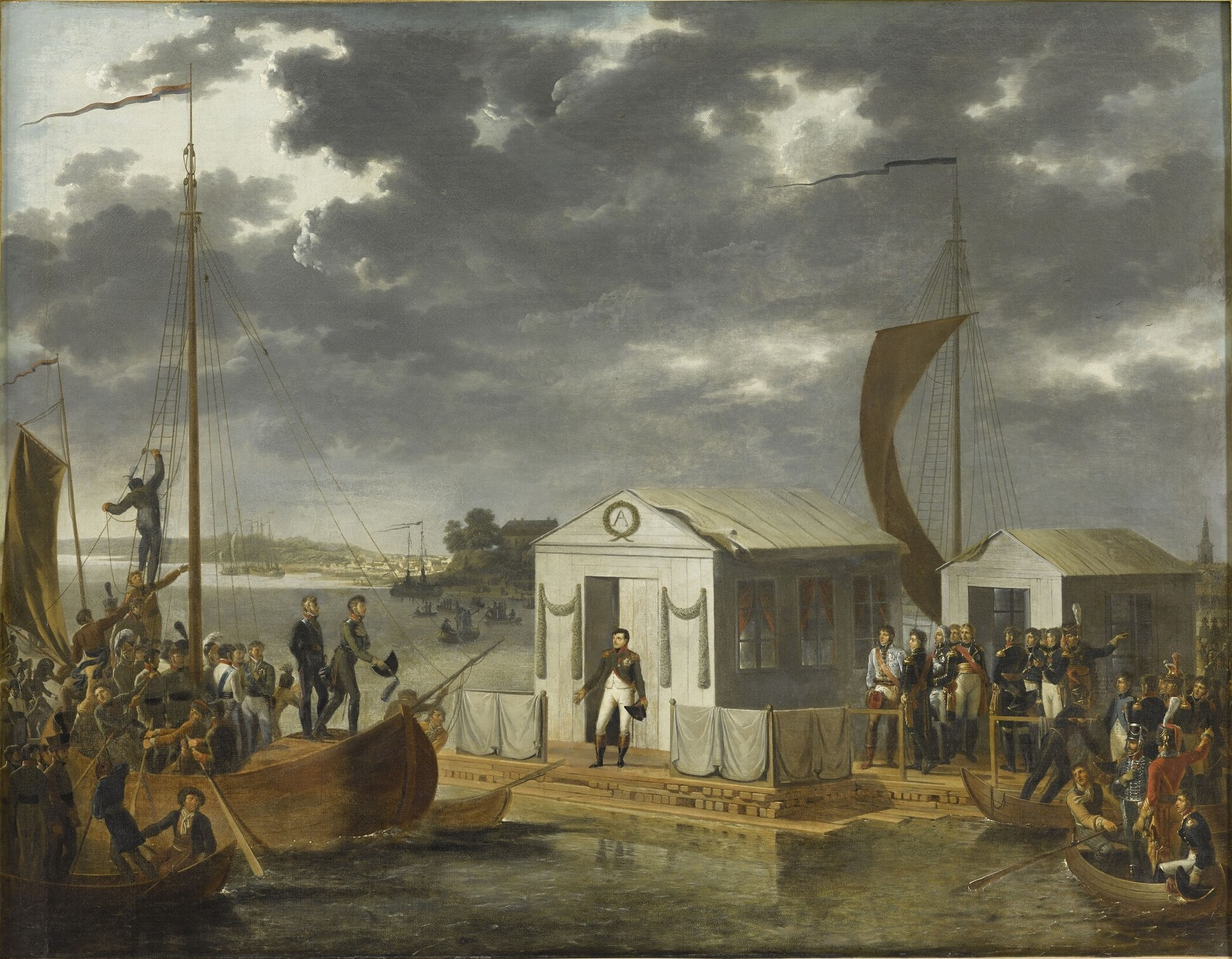
L'incontro a Tilsit tra Napoleone e lo zar in una zattera in mezzo al fiume Niemen

Infine, la questione d'Oriente era un grande motivo di conflittualità tra i due alleati: Alessandro riprese le guerre contro la Persia e l'Impero ottomano per conquistare l'odierna Georgia. Di conseguenza questi paesi allentarono i loro rapporti con la Francia e si riavvicinarono al Regno Unito e nel marzo 1808 fallirono i colloqui tra l'ambasciatore Armand de Caulincourt e Nikolaj Rumjančev per una possibile spartizione dell'Impero ottomano tra Russia e Francia.
La situazione mutò a vantaggio di Alessandro dopo le infelici iniziative di Napoleone nella penisola iberica e la conseguente insurrezione della Spagna: le sconfitte subite dall'esercito francese nell'estate 1808 costrinsero l'imperatore a progettare il trasferimento di gran parte della Grande Armata a sud dei Pirenei e ciò rese necessaria la collaborazione dello zar per impedire iniziative austriache o prussiane in Germania contro il predominio francese.
A tale scopo Napoleone organizzò un incontro con lo zar a Erfurt il 27 settembre 1808 ma, a causa degli insuccessi iberici, lo zar poté ottenere i Principati danubiani, l'evacuazione della Prussia e garanzie sul Granducato di Varsavia dietro la promessa che avrebbe invitato alla moderazione gli austriaci. Napoleone dovette accontentarsi: il 12 ottobre 1808 venne firmata una convenzione franco-russa e la Prussia venne evacuata dalle truppe francesi che vennero trasferite a ovest dell'Elba prima di partire per la Spagna sotto il comando dell'imperatore.
La mancata collaborazione di Alessandro favorì le iniziative aggressive dell'Austria; nel gennaio 1809 Napoleone, da Valladolid, aveva proposto allo zar di presentare un ultimatum congiunto a Vienna per impedire la guerra, ma Alessandro, pur acconsentendo a inviare una nota formale, rifiutò di rompere le relazioni diplomatiche. Napoleone fu costretto a interrompere prematuramente il suo intervento in Spagna senza aver ottenuto una vittoria definitiva, e il 23 gennaio 1809 rientrò precipitosamente a Parigi dove si affrettò a organizzare un nuovo esercito per affrontare l'inevitabile attacco austriaco.
La crescente ostilità di Alessandro divenne evidente durante la guerra della quinta coalizione: lo zar, infatti, dopo aver rifiutato di trattenere l'Austria, non collaborò con i polacchi del principe Józef Antoni Poniatowski per respingere l'attacco austriaco contro il Granducato di Varsavia; al contrario sembrò favorevole all'Austria e manifestò grandi preoccupazioni per una possibile rinascita di uno Stato polacco indipendente, tanto da riferire, il 3 agosto 1809, all'ambasciatore Caulaincourt che si opponeva fortemente alla eventuale ricostituzione della Polonia.

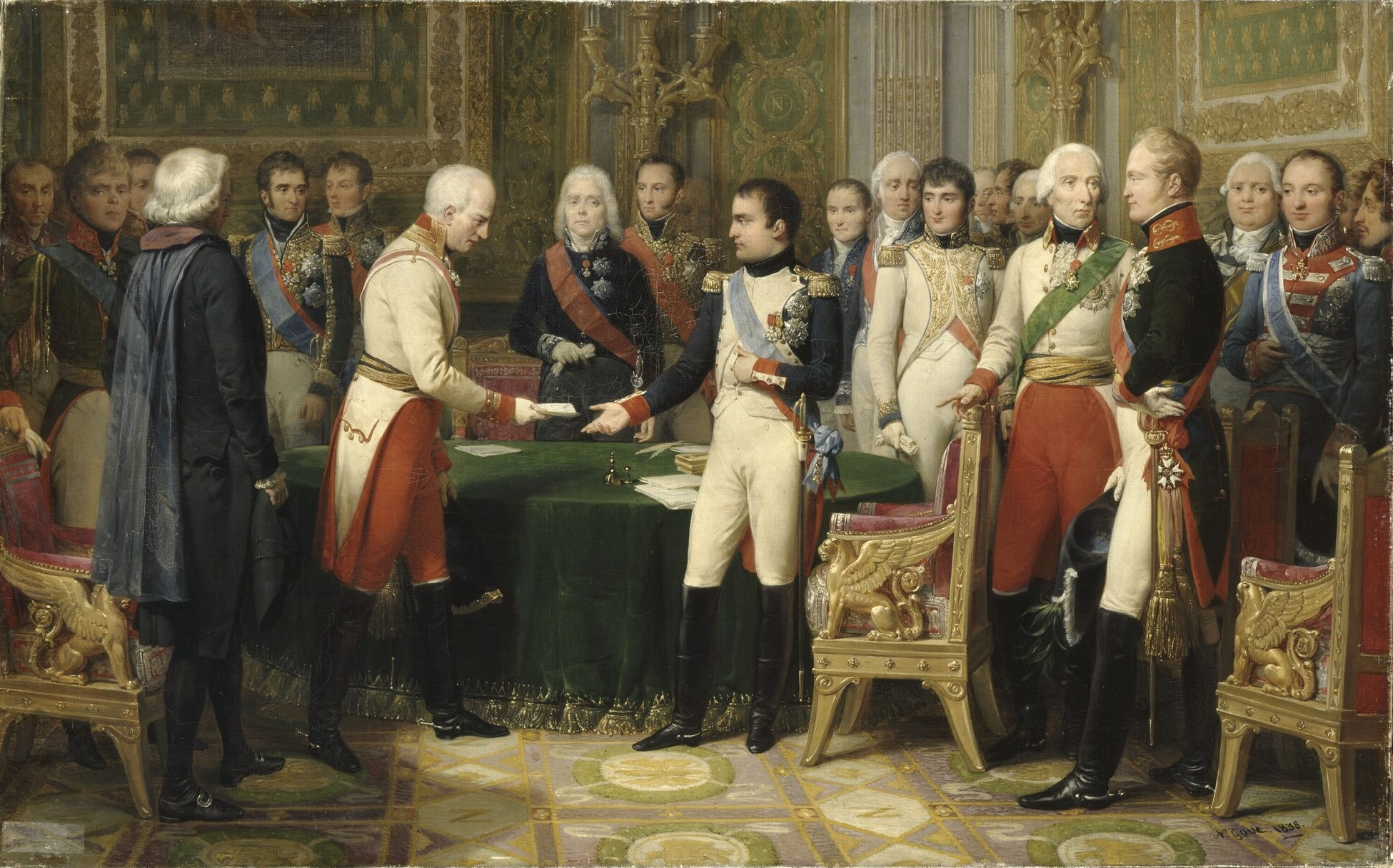
L'incontro di Erfurt nel settembre 1808; nell'immagine Napoleone accoglie l'ambasciatore austriaco, si riconoscono, sulla destra, lo zar Alessandro e, al centro, Tallyerand

I rapporti franco-russi peggiorarono ulteriormente a causa dei successi dello zar sul Danubio nella guerra contro i turchi, e a nord, dove la Svezia, sconfitta, dovette cedere all'Impero la Finlandia il 17 settembre 1809 e di conseguenza, alla fine della guerra della quinta coalizione, Napoleone cercò di bilanciare i successi russi rafforzando il Granducato di Varsavia con l'assegnazione delle regioni di Cracovia e Lublino, lasciando allo zar solo la città di Ternopol.
Già dall'autunno lo zar iniziò a considerare probabile una rottura dell'alleanza e una nuova guerra con la Francia e perciò spinse Adam Jerzy Czartoryski a riprendere i vecchi progetti di un Regno di Polonia all'interno dell'Impero russo, in funzione antifrancese anche se in altre occasioni precedenti lo zar aveva manifestato all'ambasciatore austriaco, con parole esplicite, i suoi propositi a lungo termine di rimettere completamente in discussione il predominio napoleonico in Europa.

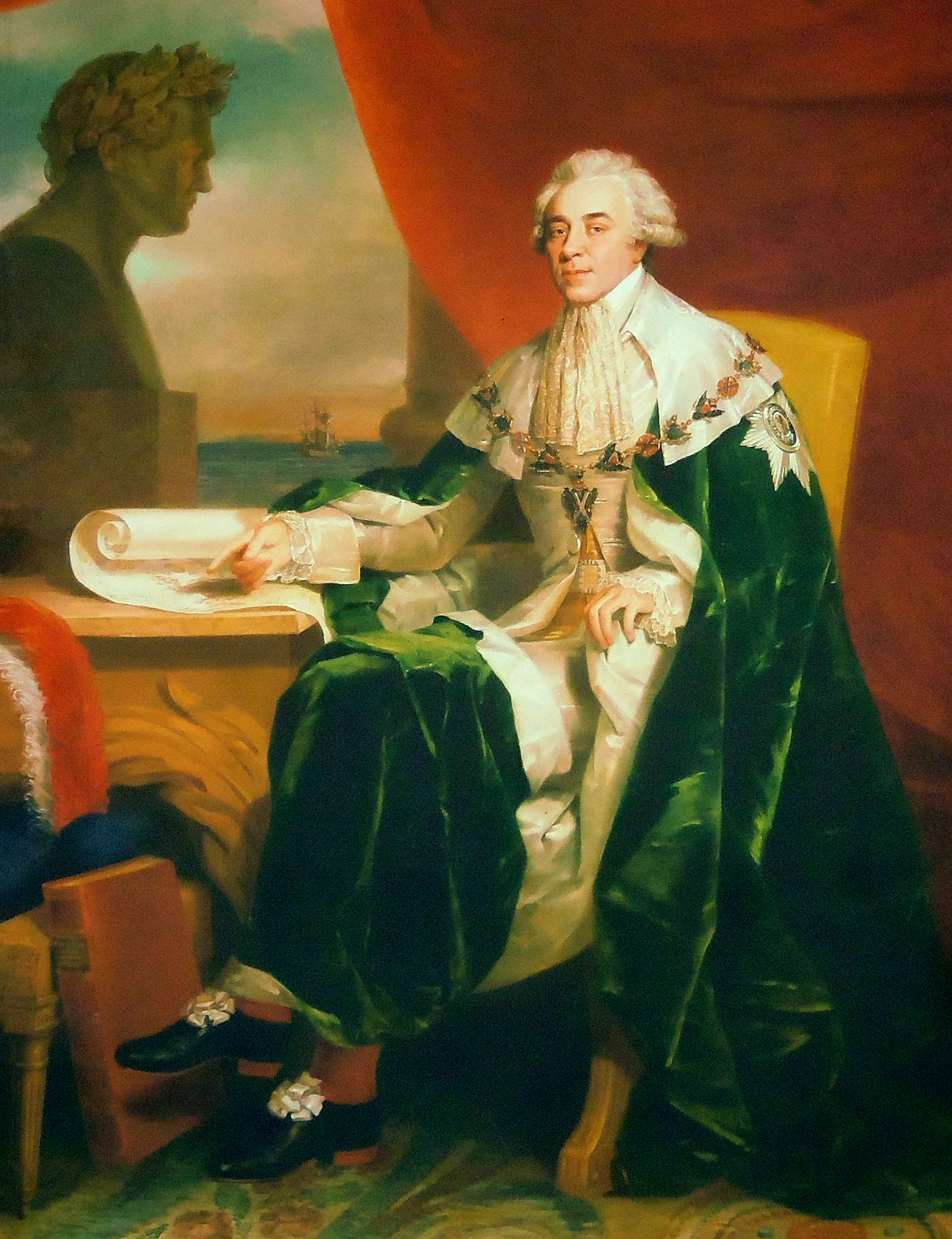
Nikolaj Rumjančev, il consigliere dello zar Alessandro favorevole a un accordo con la Francia

Dopo la fine della quinta coalizione, la decisione di Napoleone di divorziare da Giuseppina e di scegliere una nuova moglie per organizzare un matrimonio dinastico, introdusse un nuovo motivo di conflitto, anche personale, con lo zar. Il 22 novembre 1809 l'imperatore diede disposizione all'ambasciatore Caulaincourt di presentare ad Alessandro una domanda formale di matrimonio della sorella minore dello zar, Anna Pavlovna; l'imperatore offriva di concludere contemporaneamente un trattato sulla questione polacca che sarebbe andato incontro ai desideri del sovrano russo, contrario alla ricostituzione di una Polonia indipendente.
Lo zar, deciso ormai a rompere l'alleanza con la Francia, non era intenzionato a concedere la mano della sorella e, con una serie di pretesti, rinviò una risposta definitiva; nel frattempo egli convinse Caulaincourt a concludere il trattato sulla Polonia che venne firmato il 4 gennaio 1810 in termini molto favorevoli alla Russia. Napoleone, di fronte ai ripetuti rinvii di Alessandro, s'insospettì e sospese la ratifica del trattato; ma egli aveva già pronto un piano di riserva. Fin dal novembre 1809 l'Austria, su indicazione del nuovo cancelliere Klemens von Metternich, desideroso di inasprire il conflitto franco-russo, aveva proposto all'imperatore francese di sposare l'arciduchessa Maria Luisa, figlia di Francesco II. Il 5 febbraio 1810 Napoleone, irritato dal nuovo rinvio richiesto dallo zar, decise di chiedere la mano dell'arciduchessa austriaca e l'accordo venne concluso il 7 febbraio; intanto, il 4 febbraio 1810 Alessandro aveva infine comunicato il suo rifiuto della proposta di matrimonio della sorella Anna.

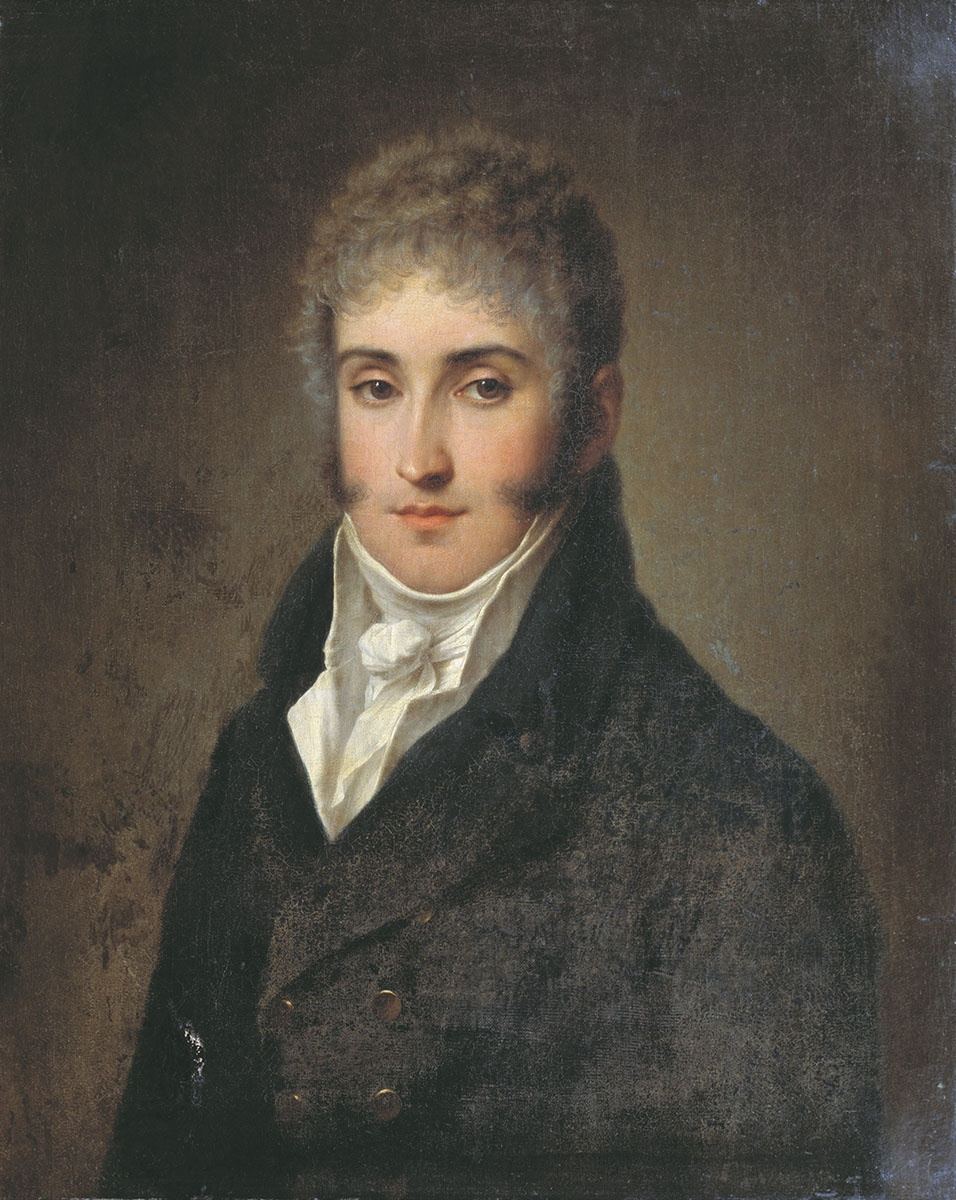
Il polacco Adam Jerzy Czartoryski, consigliere e amico dello zar

Al mancato matrimonio dinastico franco-russo seguì quindi un netto raffreddamento dei rapporti personali tra i due sovrani e il fallimento delle trattative sulla Polonia; il 13 luglio 1810, dopo la decisione di Napoleone di bloccare il progetto concluso da Caulaincourt a febbraio, l'inviato dello zar, Karl Vasil'evič Nesselrode, respinse nettamente una nuova proposta di trattato avanzata dall'imperatore, meno favorevole ai russi; le trattative furono quindi interrotte da Napoleone. I sorprendenti avvenimenti che si verificarono in Svezia poco dopo provocarono nuove polemiche e sospetti tra i due sovrani. Dopo la sconfitta in Finlandia e la conclusione della pace con la Francia, il 6 gennaio 1810 una crisi di successione provocò cambiamenti clamorosi nel quadro istituzionale del paese scandinavo; dopo la morte dell'erede designato dal re Carlo XIII, il partito filo-francese presente in Svezia, prima progettò di richiedere uno dei fratelli di Napoleone come nuovo erede al trono e poi, di fronte alle reticenze dell'imperatore preoccupato delle reazioni di Alessandro, propose al maresciallo Jean-Baptiste Bernadotte di accettare la designazione. Il maresciallo informò l'imperatore che rimase prudente ma non gli proibì di accettare; egli giustamente riteneva Bernadotte, con cui aveva avuto anche recentemente duri contrasti, personaggio poco affidabile. Il 21 agosto 1810 la dieta svedese designò il maresciallo Bernadotte erede al trono di Svezia e Napoleone nonostante i dubbi, diede la sua approvazione. Infine, il 17 novembre la Svezia, apparentemente allineata alla Francia, dichiarò guerra ai britannici.
Lo zar Alessandro reagì duramente a questa macchinazione diplomatica, temendo che il maresciallo Bernadotte potesse rappresentare un fedele esecutore delle direttive dell'imperatore; invece il maresciallo fece subito sapere ai rappresentanti russi che egli non sarebbe stato un fantoccio di Napoleone, che avrebbe rinunciato per sempre alla Finlandia e che avrebbe salvaguardato l'amicizia con la Russia, anche nel caso di un conflitto franco-russo.

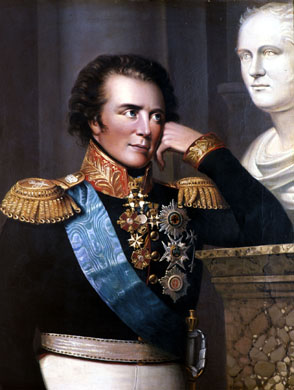
Gustaf Mauritz Armfelt, il consigliere di origine svedese dello zar, acceso fautore della guerra contro la Francia

Alessandro iniziò a preparare una guerra contro la Francia fin dalla primavera 1810; in aprile egli parlò esplicitamente a Czartoryski di iniziare il conflitto entro nove mesi e richiese, senza successo, il suo appoggio per ottenere l'aiuto del Granducato di Varsavia; nello stesso periodo i suoi inviati a Vienna fecero proposte di alleanza anti-francese che vennero però respinte dal cancelliere. Oltre alle controversie di politica di potenza e alla rivalità personale tra i due sovrani, anche importanti fattori economici resero ben presto evidente l'impossibilità di una leale collaborazione tra i due Paesi. L'adesione della Russia al Blocco continentale aveva avuto effetti disastrosi per l'economia e i commerci; le esportazioni di grano, canapa e legname verso la Gran Bretagna erano cessate, senza che i commercianti russi potessero trovare altri sbocchi per i loro prodotti. Il Mar Baltico era ormai chiuso ai commerci, mentre le navi britanniche dell'ammiraglio James Saumarez dominavano quelle acque e favorivano il contrabbando. La Francia non necessitava dei prodotti russi e invece esportava beni di lusso, profumi e liquori che non potevano sostituire i prodotti di prima necessità di cui la Russia aveva bisogno; la bilancia commerciale russa era quindi in grave deficit e il malcontento si accresceva tra i mercanti e i produttori.
Lo zar Alessandro prestò ascolto alle proteste e in effetti, consapevole del grave danno economico causato dalle misure di blocco adottate, fin dal 1809 aveva favorito la ripresa del commercio su navi "presumibilmente neutrali" nel Mar Baltico e nonostante le rimostranze francesi, non adottò i provvedimenti ancor più restrittivi contro la navigazione decisi da Napoleone con i decreti del Trianon e di Fontainebleau.
Infine il 31 dicembre 1810 lo zar promulgò un ukaz che liberalizzava il commercio neutrale e stabiliva una serie di pesanti tasse doganali sui prodotti di lusso francesi importati via terra. Napoleone, che nell'estate 1810 non considerava ancora inevitabile una guerra con la Russia, ritenne la rottura della coesione del Blocco Continentale un punto di non ritorno, e prese la decisione di costringere alla sottomissione lo zar, eventualmente ricacciandolo in Asia, dopo avergli strappato le sue province europee. Contemporaneamente all'ukaz di Alessandro, l'imperatore francese decise di annettere il Ducato di Oldenburgo, il cui sovrano era cognato dello zar, in violazione degli accordi stabiliti a Erfurt. Questi eventi sancirono la rottura anche formale dell'alleanza franco-russa stabilita a Tilsit e precipitarono l'Europa in una guerra decisiva tra le due maggiori potenze continentali.

### La campagna di Russia
Nell'estate del 1812 i conflitti da lungo tempo latenti tra Francia e Russia scoppiarono quando Napoleone decise di dare il via alla "Seconda campagna di Polonia" e che ben presto divenne nota come "Campagna di Russia".
L'invasione, sebbene non cogliesse lo zar impreparato, non cancellò del tutto i suoi sentimenti personali di rispetto verso Napoleone almeno fino all'arrivo delle truppe francesi a Mosca.
Infatti, l'occupazione dell'antica capitale e la profanazione del Cremlino, centro sacro dell'impero, indussero lo zar a non cedere e lo inasprirono al punto che rifiutò di rispondere a una lettera a lui indirizzata da Napoleone, otto giorni dopo l'ingresso a Mosca, che richiedeva una tregua d'arme fino a commentare con il colonnello Michaud "Nessun'altra pace con Napoleone, Lui o Io, Io o Lui: non possiamo regnare a lungo insieme!"
In ogni caso, la campagna di Russia segnò il punto di svolta della vita dello zar, la cui mente ben presto fu sconvolta dal peso delle responsabilità e dagli orrori della guerra; egli tentò di placare le proprie inquietudini riavvicinandosi alla religione fino ad affermare, nei giorni dell'incendio di Mosca, di aver avuto la rivelazione della missione divina di pacificare l'Europa.

### Il congresso di Vienna e la Santa Alleanza
Dopo la campagna di Russia, lo zar cercò di calmare le agitazioni della sua coscienza intrattenendo fitti rapporti epistolari con i leader del movimento evangelico e leggendo le sacre scritture al fine di trarne presagi e segni del volere divino.
L'incontro, avvenuto a Basilea nell'autunno del 1813, con la baronessa Barbara von Krüdener e con il suo collega, lo studioso evangelico Henri-Louis Empaytaz, completò la conversione dello zar al misticismo e ben presto la baronessa e il suo collega divennero i confidenti dei più segreti pensieri dello zar.

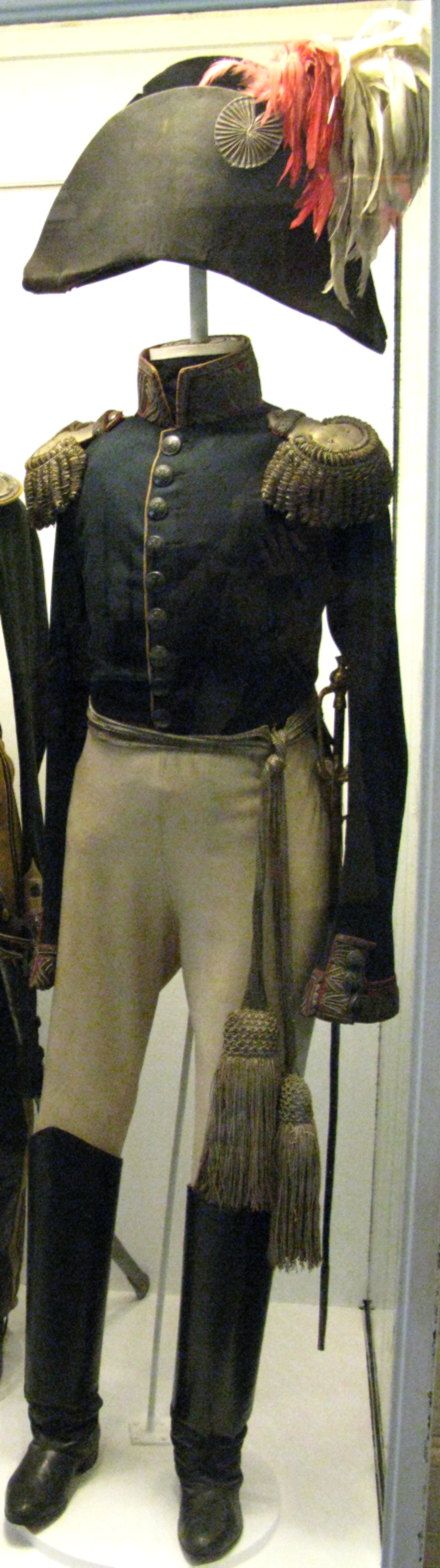
Uniforme, appartenuta ad Alessandro I, con i gradi di generale del Regno di Polonia

Tale misticismo, tuttavia, destava varie perplessità dal momento che molti, Metternich in testa, ricordavano bene il trattato di Tilsit e ritenevano, come scrisse il cancelliere austriaco, che lo zar mascherasse "sotto le parole di un'evangelica abnegazione" una forte ambizione.
La perplessità dei leader europei veniva ulteriormente alimentata dal fatto che, insieme al tutore e consigliere, Frédéric-César de La Harpe, aveva sì denunciato Napoleone ma in nome dei principi di libertà e uguaglianza e ciò faceva temere che fosse in contatto con i gruppi liberali francesi per sostituire il dominio russo a quello napoleonico.
Tutto ciò influì non poco sulle decisioni prese al Congresso di Vienna dove Austria e Regno Unito cercarono con ogni mezzo di contenere la potenza russa e il ministro degli affari esteri britannico lord Castlereagh, alla ricerca di un giusto equilibrio, rimproverò aspramente lo zar che, in contrasto con gli accordi, manteneva una forte presa sugli affari del Regno di Polonia.
Di conseguenza, per tacitare le proteste britanniche, lo zar fu costretto a concedere alla Polonia una costituzione che sanciva espressamente l'indipendenza dello Stato dalla Russia nonostante l'unione dinastica.
In ogni caso Alessandro ottenne che la Francia non fosse smembrata in modo da non lasciare troppo spazio a Regno Unito, Prussia e Austria, nell'Europa occidentale.

### Gli ultimi anni
A partire dal 1818, la visione politica dello zar Alessandro iniziò a mutare: infatti, una cospirazione rivoluzionaria tra gli ufficiali della guardia imperiale e poi un tentativo di rapimento, mentre si stava recando al Congresso di Aix-la-Chapelle (sventato dai cavalieri del fedelissimo amico Fabian Gottlieb von Bellingshausen), scossero le fondamenta della sua visione del liberalismo.
Lo zar perse quasi tutto il suo interesse nelle questioni di politica interna e, sebbene permise a Nikolaj Novosilcov di preparare un secondo progetto di costituzione, ben presto si disinteressò di questo.
Identico destino subì l'antico desiderio di abolire la servitù dei servi della gleba per quanto lo zar continuò a incoraggiare le liberazioni nei Paesi baltici e cercò di ridurre il peso dei canoni feudali.
In tali dubbi si insinuò Metternich allo scopo di condurre l'irresoluto zar dalla propria parte politica.
La conversione fu, in ogni caso, lenta: infatti, benché allarmato dalle agitazioni rivoluzionarie che in Germania erano culminate con l'assassinio (23 marzo 1819) del drammaturgo August von Kotzebue, agente dello zar, Alessandro approvò la protesta di Castlereagh, contro la politica di Metternich "governi alleati contro i popoli", come formulata nel decreto di Carlsbad, del luglio 1819, e deprecò ogni intervento in Europa a supporto "di coalizioni, il cui solo obiettivo sia l'assurda pretesa del potere assoluto".
In seguito lo zar dichiarò di credere ancora in:
L'apparente trionfo del disordine, che segnò le rivolte di Napoli e Piemonte, combinate con l'aumento di sintomi di scontento in Francia, Germania e persino in Russia, completarono la conversione ai principi conservatori del riluttante Alessandro.
Nella solitudine della piccola città di Troppau, dove, nell'ottobre 1820, si riunirono i potenti d'Europa, Metternich trovò finalmente la strada per cementare la sua influenza sullo zar.
Infatti, se in gennaio lo zar aveva proposto una libera confederazione degli Stati europei, simboleggiata dalla Santa Alleanza, intesa come fratellanza tra i popoli, e proponendo la costituzione di una forza armata internazionale allo scopo di garantire l'applicazione della legge in opposizione alla politica del diritto d'intervento negli Stati sovrani, a ottobre il cancelliere poté, con continui colloqui, convincerlo dei mali del liberalismo fino a affermare, rassegnato, a Metternich:
Il 19 novembre, con la firma del protocollo di Troppau, lo zar accettò il principio dell'intervento allo scopo di mantenere lo status quo.

#### La rivolta della Grecia
Al congresso di Laibach (Ljubljana), nella primavera del 1821, Alessandro fu per la prima volta informato della rivolta in Grecia che, fino alla morte, lacerò l'animo tra l'ansietà di realizzare il suo sogno di una confederazione di Stati europei e quella che vedeva come obiettivo la missione di guidare gli ortodossi nella crociata contro l'Impero ottomano.
Inizialmente, sotto l'attenta sorveglianza di Metternich, che non desiderava sconvolgimenti nei Balcani, prevalse il primo interesse: lo zar, in contrasto alla simpatia della popolazione per i correligionari greci, licenziò Alessandro Ypsilanti, leader degli insorti dai suoi incarichi nell'esercito russo e comandò al suo ministro degli esteri, il greco Giovanni Capodistria, di negare qualsiasi simpatia russa per la rivolta di Grecia; l'anno seguente costrinse una deputazione di greci della Morea in viaggio per presenziare al Congresso di Verona a tornare indietro.
Presto, però, altalenando tra le diverse posizioni, asserì che il sultano ottomano, Mahmud II dovesse essere escluso dalla Santa Alleanza, che gli affari dell'Impero ottomano fossero esclusi dalle deliberazioni del congresso di Vienna, in quanto "affari interni alle questioni domestiche russe", e che avrebbe marciato contro l'Impero ottomano, così come l'Austria su Napoli, in qualità di rappresentante dell'Europa.
La netta opposizione di Metternich a questi argomenti costrinse Alessandro ad aprire gli occhi sugli autentici propositi del cancelliere e sulla di lui scarsa considerazione delle proprie idee e, tornato in Russia, lontano dall'influenza del cancelliere austriaco, lo zar riprese le iniziali posizioni anti-ottomane.
Il ritorno in patria, tuttavia, non contribuì a migliorare l'animo ormai amareggiato e stanco dello zar il quale lasciò il paese nelle mani del fidato generale Aleksej Andreevič Arakčeev e, con il pensiero che il "regno di Satana" fosse ovunque, irrigidì il sistema.
In contrasto alla politica conservatrice dello zar sorsero ben presto numerose società segrete composte prevalentemente da ufficiali che si proponevano di rigenerare il paese e di renderlo uno Stato liberale e che iniziarono a tessere complotti contro il regime.
Lo zar, sebbene informato, rifiutò di reprimere le società segrete e, oppresso dal peso della corona, cominciò a parlare ai suoi familiari e conoscenti del suo desiderio di abdicare.

#### La scomparsa di Alessandro I

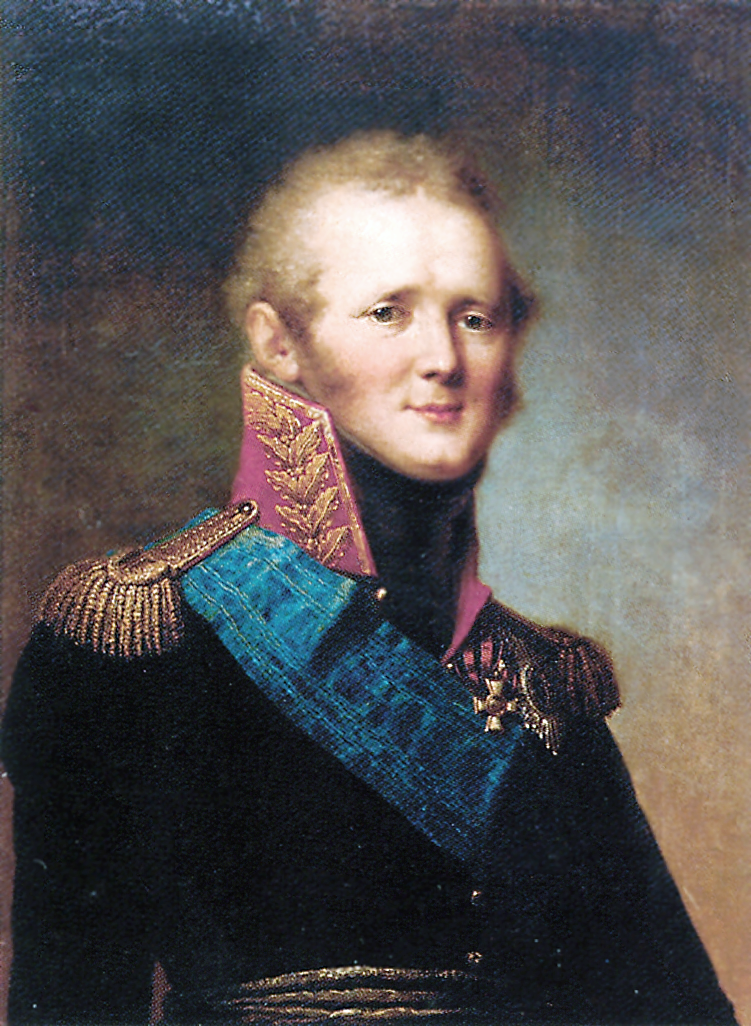
Alessandro I di Russia in un dipinto del 1825

Nell'autunno 1825, con la motivazione ufficiale di far cambiare clima all'imperatrice, la cui salute declinava velocemente, lo zar e la corte si trasferirono a sud dove già veniva concentrato il grosso dell'esercito russo in risposta al continuo peggioramento delle relazioni diplomatiche con l'Impero ottomano.
Ritiratosi a Taganrog, Alessandro si trasferì insieme alla moglie in una modesta abitazione: il 17 novembre, di ritorno da una visita in Crimea, si ammalò di tifo esantematico. Si spense il 1º dicembre dello stesso anno tra le braccia della moglie.
La sua morte fu, però, avvolta dal mistero e ben presto sorse la leggenda che, in realtà, abbia inscenato tale fatto allo scopo di potersi ritirare a vita privata e che avrebbe vissuto ancora lunghi anni, sotto le spoglie di un monaco eremita, Fëdor Kuz’mič, vivendo a Tomsk, una città della Siberia, fino al 1864.
Tale versione, riportata nel racconto incompiuto di Lev Tolstoj, Memorie postume dello starets Fëdor Kuzmič e suffragata anche dallo storico Nikolaj Karlovič Schilder, contemporaneo agli eventi, risulta verosimile per il fatto che tutti erano a conoscenza delle crisi mistiche che periodicamente colpivano il sovrano e per il suo proposito di rinunciare al trono e fuggire dal mondo.
Tale teoria è, peraltro, supportata dai suoi sostenitori anche con altri elementi, tra i quali le testimonianze per i quali i conoscenti faticarono a riconoscere in quel corpo quello del sovrano e quella dell'ambasciatore inglese in Russia che affermò di aver visto Alessandro I a bordo della nave dell'amico di sempre, il fedelissimo ammiraglio Fabian Gottlieb von Bellingshausen. Dopo la sua presunta morte, i rapporti anatomici non riportavano lesioni conseguenti a patologie pregresse. I successori di Alessandro I, Nicola I e Alessandro II, si mostrarono sempre deferenti nei confronti di Fëdor Kuz’mič, che morì il primo febbraio 1864.
Unico fatto certo è l'assenza delle spoglie dello zar nella sua tomba, sita nella cattedrale di San Pietro e Paolo a San Pietroburgo, aperta nel 1921.

## Ascendenza
|                                         |                                   |                                           | Genitori                                 |  |  | Nonni |  |  | Bisnonni                           |  |  | Trisnonni                       |  |
|                                         |                                   |                                           |                                          |  |  |       |  |  | Carlo Federico di Holstein-Gottorp |  |  | Federico IV di Holstein-Gottorp |  |
|                                         |                                   |                                           |                                          |  |  |       |  |  | Carlo Federico di Holstein-Gottorp |  |  | Federico IV di Holstein-Gottorp |  |
|                                         |                                   | Edvige Sofia di Svezia                    |                                          |  |  |       |  |  | Carlo Federico di Holstein-Gottorp |  |  |                                 |  |
| Pietro III di Russia                    |                                   |                                           |                                          |  |  |       |  |  | Carlo Federico di Holstein-Gottorp |  |  |                                 |  |
|                                         |                                   | Anna Petrovna di Russia                   | Pietro I di Russia                       |  |  |       |  |  |                                    |  |  |                                 |  |
|                                         |                                   | Anna Petrovna di Russia                   | Pietro I di Russia                       |  |  |       |  |  |                                    |  |  |                                 |  |
|                                         |                                   | Anna Petrovna di Russia                   | Caterina I di Russia                     |  |  |       |  |  |                                    |  |  |                                 |  |
| Paolo I di Russia                       |                                   | Anna Petrovna di Russia                   |                                          |  |  |       |  |  |                                    |  |  |                                 |  |
|                                         |                                   | Cristiano Augusto di Anhalt-Zerbst        | Giovanni Luigi I di Anhalt-Zerbst        |  |  |       |  |  |                                    |  |  |                                 |  |
|                                         |                                   | Cristiano Augusto di Anhalt-Zerbst        | Giovanni Luigi I di Anhalt-Zerbst        |  |  |       |  |  |                                    |  |  |                                 |  |
|                                         |                                   | Cristiano Augusto di Anhalt-Zerbst        | Cristina di Zeutsch                      |  |  |       |  |  |                                    |  |  |                                 |  |
| Caterina II di Russia                   |                                   | Cristiano Augusto di Anhalt-Zerbst        |                                          |  |  |       |  |  |                                    |  |  |                                 |  |
|                                         |                                   | Giovanna di Holstein-Gottorp              | Cristiano Augusto di Holstein-Gottorp    |  |  |       |  |  |                                    |  |  |                                 |  |
|                                         |                                   | Giovanna di Holstein-Gottorp              | Cristiano Augusto di Holstein-Gottorp    |  |  |       |  |  |                                    |  |  |                                 |  |
|                                         |                                   | Giovanna di Holstein-Gottorp              | Albertina di Baden-Durlach               |  |  |       |  |  |                                    |  |  |                                 |  |
| Alessandro I di Russia                  |                                   | Giovanna di Holstein-Gottorp              |                                          |  |  |       |  |  |                                    |  |  |                                 |  |
|                                         | Carlo I Alessandro di Württemberg | Federico Carlo di Württemberg-Winnental   |                                          |  |  |       |  |  |                                    |  |  |                                 |  |
|                                         | Carlo I Alessandro di Württemberg | Federico Carlo di Württemberg-Winnental   |                                          |  |  |       |  |  |                                    |  |  |                                 |  |
|                                         | Carlo I Alessandro di Württemberg | Eleonora Giuliana di Brandeburgo-Ansbach  |                                          |  |  |       |  |  |                                    |  |  |                                 |  |
| Federico II Eugenio di Württemberg      | Carlo I Alessandro di Württemberg |                                           |                                          |  |  |       |  |  |                                    |  |  |                                 |  |
|                                         |                                   | Maria Augusta di Thurn und Taxis          | Anselmo Francesco di Thurn und Taxis     |  |  |       |  |  |                                    |  |  |                                 |  |
|                                         |                                   | Maria Augusta di Thurn und Taxis          | Anselmo Francesco di Thurn und Taxis     |  |  |       |  |  |                                    |  |  |                                 |  |
|                                         |                                   | Maria Augusta di Thurn und Taxis          | Maria Ludovica Anna di Lobkowicz         |  |  |       |  |  |                                    |  |  |                                 |  |
| Sofia Dorotea di Württemberg            |                                   | Maria Augusta di Thurn und Taxis          |                                          |  |  |       |  |  |                                    |  |  |                                 |  |
|                                         |                                   | Federico Guglielmo di Brandeburgo-Schwedt | Filippo Guglielmo di Brandeburgo-Schwedt |  |  |       |  |  |                                    |  |  |                                 |  |
|                                         |                                   | Federico Guglielmo di Brandeburgo-Schwedt | Filippo Guglielmo di Brandeburgo-Schwedt |  |  |       |  |  |                                    |  |  |                                 |  |
|                                         |                                   | Federico Guglielmo di Brandeburgo-Schwedt | Giovanna Carlotta di Anhalt-Dessau       |  |  |       |  |  |                                    |  |  |                                 |  |
| Federica Dorotea di Brandeburgo-Schwedt |                                   | Federico Guglielmo di Brandeburgo-Schwedt |                                          |  |  |       |  |  |                                    |  |  |                                 |  |
|                                         |                                   | Sofia Dorotea di Prussia                  | Federico Guglielmo I di Prussia          |  |  |       |  |  |                                    |  |  |                                 |  |
|                                         |                                   | Sofia Dorotea di Prussia                  | Federico Guglielmo I di Prussia          |  |  |       |  |  |                                    |  |  |                                 |  |
|                                         |                                   | Sofia Dorotea di Prussia                  | Sofia Dorotea di Hannover                |  |  |       |  |  |                                    |  |  |                                 |  |
|                                         |                                   | Sofia Dorotea di Prussia                  |                                          |  |  |       |  |  |                                    |  |  |                                 |  |

## Nella cultura di massa

### Letteratura
- Appare in Guerra e pace di Lev Tolstoj.
- Compare tra i personaggi del romanzo Il segreto del millennio di Katherine Neville.
- Della sua misteriosa morte si parla nel romanzo Qui il sentiero si perde di Peské Marty

### Cinema
- Napoléon (2002), interpretato da Toby Stephens
- Napoleon (2023), interpretato da Edouard Philipponnat